# John Warren (3e baron de Tabley)
John Byrne Leicester Warren, 3e baron de Tabley (26 avril 1835-22 novembre 1895) est un poète anglais, numismate, botaniste et une autorité sur les ex-libris.

## Biographie

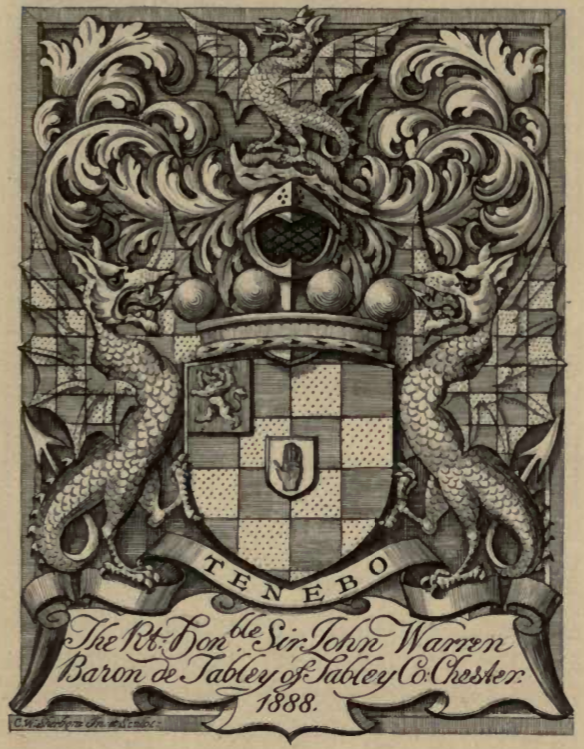
Ex-libris de Lord de Tabley, gravé par Charles William Sherborn

Il est le fils aîné de George Warren (2e baron de Tabley) (1811–1887), et de sa femme Catherina Barbara (1814–1869), seconde fille de Jérôme de Salis (4e comte de Salis-Soglio) (en).
Le jeune Warren fait ses études au Collège d'Eton de 1847 à 1851, dans la maison d'Edward Coleridge, puis à Christ Church, Oxford, où il obtient son diplôme en 1856 avec des honneurs de deuxième classe en classiques, en droit et en histoire moderne. À l'automne de 1858, il se rend en Turquie en tant qu'attaché non rémunéré de Stratford Canning. En 1860, il est admis au barreau de Lincoln's Inn. Il est nommé lieutenant à temps partiel dans le Cheshire Yeomanry et se présente sans succès dans le Mid-Cheshire en 1868 en tant que candidat libéral.
Après la mort de sa mère et le remariage de son père en 1871, Warren déménage à Londres, où il devient un ami proche d'Alfred Tennyson.
De 1877 jusqu'à ce qu'il devienne baron en 1887, Warren est perdu pour ses amis, assumant la vie d'un solitaire. Ce n'est qu'en 1892, cinq ans après être devenu lord de Tabley, qu'il revient à Londres et renoue avec la vie sociale.
Au cours des dernières années de sa vie, Tabley se fait de nombreux nouveaux amis, en plus de relancer des liens anciens, et il semblait rassembler autour de lui une petite entreprise littéraire lorsque sa santé s'est brisée, et il est décédé à Ryde sur l'île de Wight dans la soixantaine. Il est enterré à l'église Lower Peover (St Oswalds) dans le Cheshire.
Bien que sa réputation soit presque exclusivement celle d'un poète, Tabley est un homme aux goûts studieux. Il est à une époque une autorité sur la numismatique (il est un cousin germain du numismate John de Salis (6e comte de Salis-Soglio) (en)), il écrit deux romans, publie un guide pour l'étude des plaques de livre (1880), et le fruit de ses recherches minutieuses en botanique ont été imprimées à titre posthume dans sa Flora élaborée de Cheshire (1899).
La poésie, cependant, est sa première et dernière passion, et il y consacre les meilleures énergies de sa vie. Le premier élan de Lord de Tabley vers la poésie vient de son ami George Fortescue, avec qui il partage une étroite collaboration pendant ses jours à Oxford, et qu'il a perdu, comme Tennyson a perdu Hallam, quelques années après avoir obtenu leur diplôme. Fortescue est tué en tombant du mât du yacht de Lord Drogheda en novembre 1859, et cet événement sombre plonge Tabley dans une profonde dépression. Entre 1859 et 1862, il publie quatre petits volumes de vers pseudonymes (de GF Preston ), dont la production a été grandement stimulée par la sympathie de Fortescue. Une fois de plus, il prend un pseudonyme: sa Praeterita (1863) portant le nom de William Lancaster.
L'année suivante, il publie Eclogues and Monodramas, suivi en 1865 par Studies in Verse. Ces volumes font tous preuve de grâce technique et d'une grande beauté naturelle; mais ce n'est qu'à la publication de Philoctetes en 1866 que Tabley rencontre une large reconnaissance. Philoctetes porte les initiales MA, qui, au grand désarroi de l'auteur, sont interprétées comme signifiant Matthew Arnold. Il révèle immédiatement son identité et reçoit les félicitations de ses amis, parmi lesquels Tennyson, Browning et Gladstone.
En 1867, il publie Oreste, en 1870 Répétitions et en 1873 Searching the Net. Ces deux derniers portaient son propre nom, John Leicester Warren. Il est quelque peu déçu de leur accueil tiède, et quand en 1876 The Soldier of Fortune, un drame auquel il a accordé un travail minutieux, se révèle un échec complet, il se retire complètement de l'arène littéraire.
Ce n'est qu'en 1893 qu'il est persuadé de revenir et le succès immédiat de cette année de ses Poèmes dramatiques et lyriques l'encourage à publier une deuxième série en 1895, l'année de sa mort. Le véritable intérêt avec lequel ces volumes sont accueillis a beaucoup éclairé les dernières années d'une vie quelque peu sombre et solitaire. Ses poèmes posthumes sont recueillis en 1902.
Les caractéristiques de la poésie de Tabley sont avant tout la magnificence du style, dérivée d'une étude approfondie de Milton, de la sonorité, de la dignité, du poids et de la couleur. Sa passion pour le détail est à la fois une force et une faiblesse: elle conférait une fidélité amoureuse à sa description des objets naturels, mais elle entraînait parfois une perte d'effet simple par sur-élaboration du traitement. Il a toujours été un étudiant des poètes classiques et a tiré une grande partie de son inspiration directement d'eux. Son ambition était toujours pour les hauteurs, une région naturellement glacée par périodes, mais toujours un pays d'atmosphère claire et de contours lumineux et vifs .

## Sœurs
Il a quatre sœurs :
- Catherine (1838-1881). Enterrée Harlington, Middlesex.
- Meriel (1839-1872), mariée (1862), à Allen Bathurst (6e comte Bathurst) (1832-1892), de Cirencester
- Eleanor (1841-14 août 1914), mariée (1864), à Baldwyn Leighton (8e baronnet) (1836-2 janvier 1897), de Loton, Salop.
- Margaret (1847–1921), mariée (1875), à Arthur Cowell-Stepney, 2e baronnet, (alias Emile Algernon Arthur Keppel Cowell-Stepney) (1834–1909), de Llanelli.